# چک ۱۱۸ جی‌بی، جالندهر سفیدپوشان
چک ۱۱۸ جی‌بی (به انگلیسی: Chak 118 GB) یک روستا در پاکستان است که در ناحیه فیصل آباد واقع شده‌است. چک ۱۱۸ جی‌بی ۴ کیلومتر مربع مساحت و ۳٬۷۱۴ نفر جمعیت دارد.